# سولار پاور (ترانه)
«سولار پاور» (انگلیسی: Solar Power؛ به‌معنی «برق خورشیدی») ترانه‌ای از خواننده-ترانه‌سرای نیوزیلندی لرد است که در ۱۰ ژوئن ۲۰۲۱ از طریق یونیورسال میوزیک نیوزیلند به عنوان تک‌آهنگ لید سومین آلبوم استودیویی‌اش به همین نام منتشر شد. این ترانه توسط لرد و جک آنتونوف نوشته و تهیه شده‌است. «سولار پاور» همراه با پیام «صبر یک فضیلت است» در وب‌سایت لورد اعلام شد و ساعت‌ها پیش از انتشار آن پس از اعلام تاریخ انتشار اولیه یعنی ۲۰ ژوئن، لیک شد.